# 폭발적 항성 생성 은하

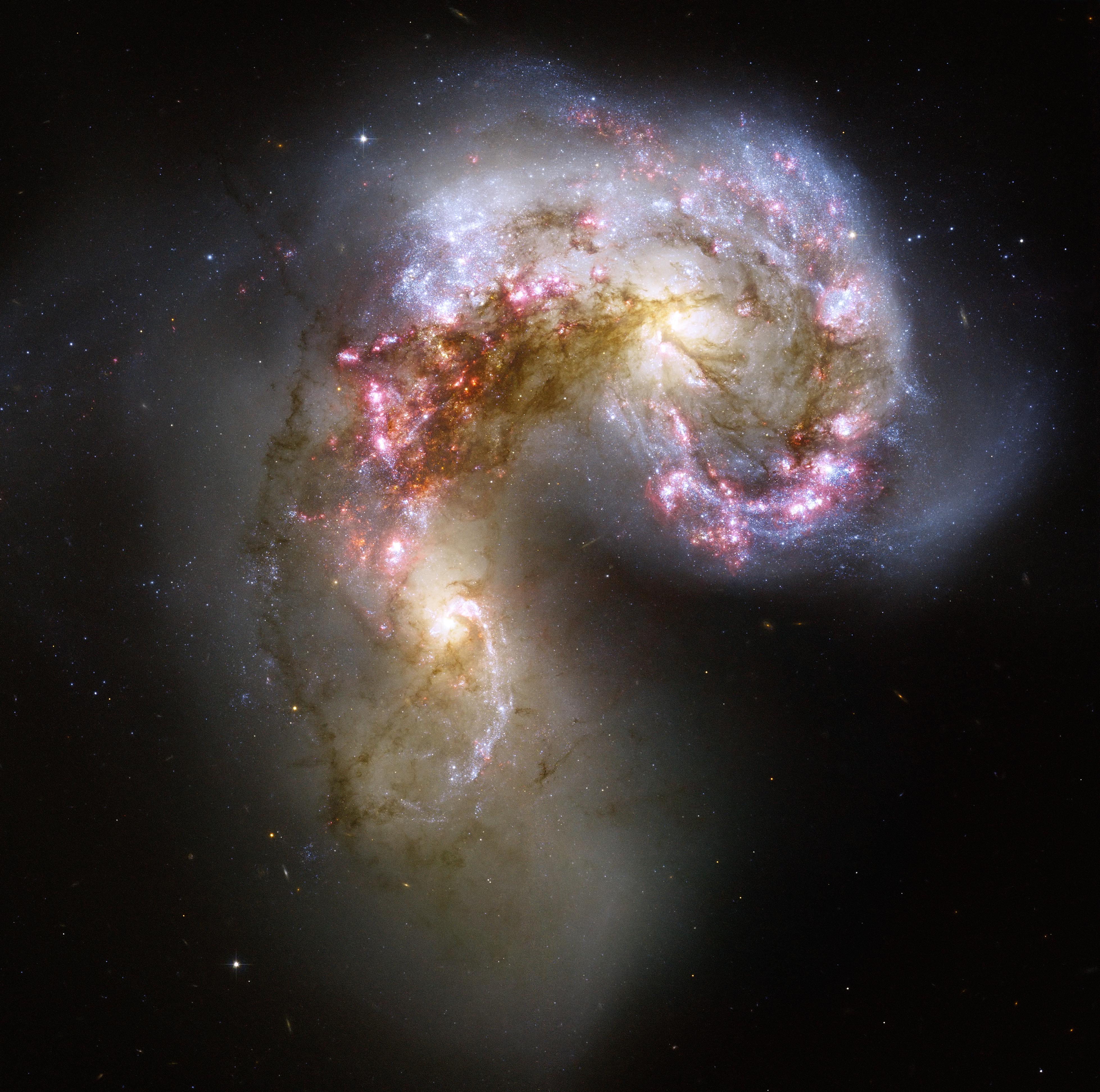
더듬이 은하는 은하의 충돌로부터 발생하는 폭발적 항성생성 은하의 예이다.

폭발적 항성생성 은하(영어: Starburst galaxy)는 은하의 장기간 평균 별 형성률이나 다른 많은 은하에서 관측된 별형성률에 비해 유난히 큰 속도의 별의 형성을 겪고 있는 은하이다. 폭발적 항성생성 은하에서의 별형성률은 매우 커서 은하의 나이보다 짧은 시간 만에 가스 보유량을 전부 항성을 형성하는데 소모할 것이다. 그러한 폭발적 항성생성 은하는 일반적으로 은하의 진화에 대해 짧은 시간을 차지하는 단계이다. 대부분의 폭발적 항성생성 은하는 또다른 은하와 병합 중에 있거나 매우 근접해 있다. 유명한 폭발적 항성생성 은하로는 M82, NGC 4038/9(더듬이 은하), IC 10이 있다.

## 정의

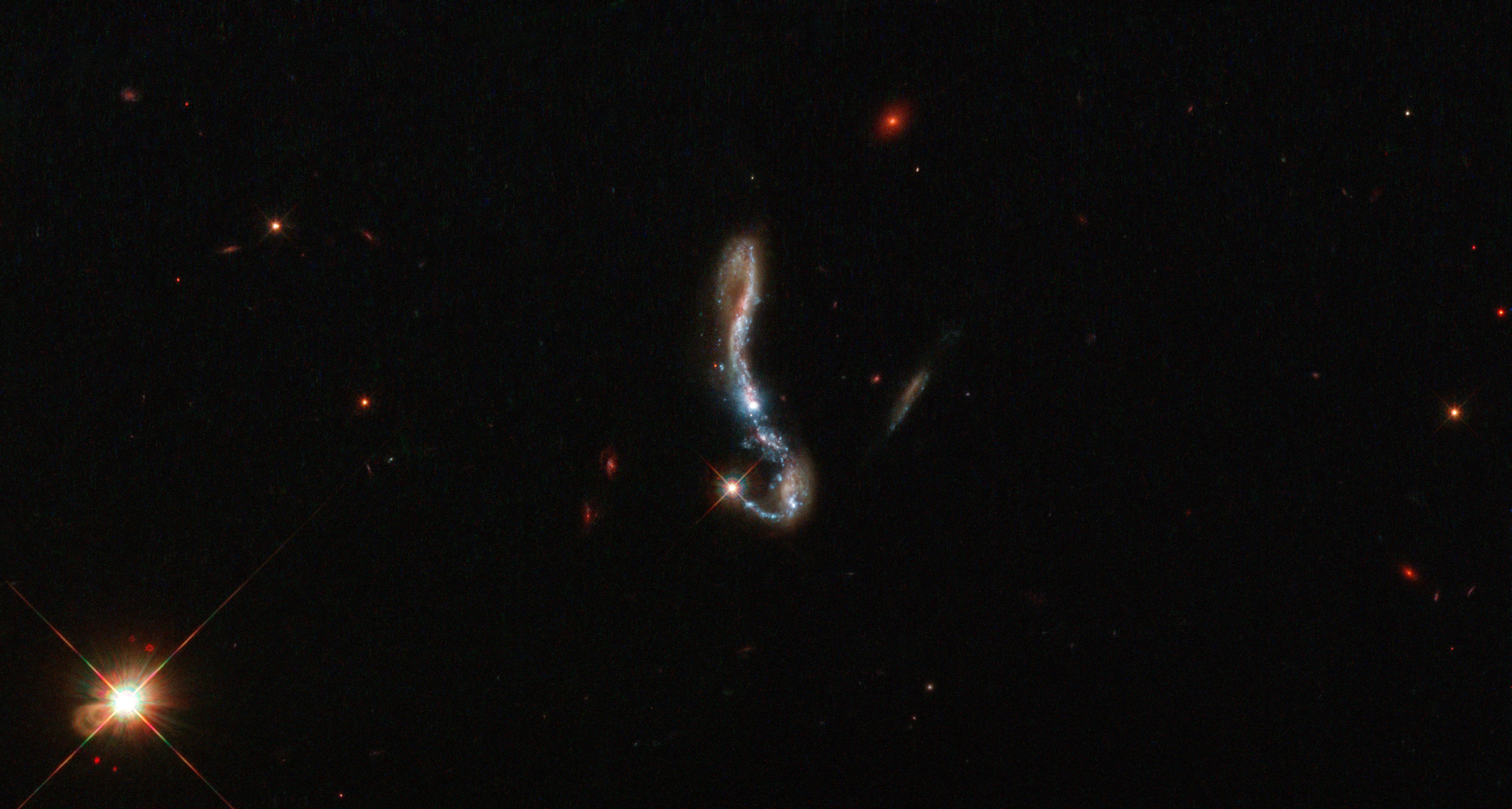
근처의 폭발적 항성생성 은하에서의 빛과 먼지

용어 폭발적 항성생성 은하에 관해 몇몇 정의가 존재하는데, 모든 천문학자들이 동의할 만한 엄격한 정의는 없다. 그러나, 정의는 보통 아래의 세가지 요소와 밀접하게 관계되어 있다.
1. 현재 은하의 가스가 별으로 전환되는 속도 (별형성률, SFR)
2. 별이 형성될 수 있는 가스의 유효량
3. 별의 형성이 소모할 유효가스와 은하의 나이 또는 회전주기 같은 기간과의 비교

흔히 이용되는 정의는 아래와 같다.
- 현재의 SFR을 가진 지속적인 별의 형성이 허용가스 보유량을 우주의 나이(허블시간)보다 훨씬 짧은 기간에 소모한다.
- 현재의 SFR을 가진 지속적인 별의 형성이 허용가스 보유량을 은하의 동역학적 시간척도(아마 원반은하가 한번 회전하는 시간)보다 훨씬 짧은 기간에 소모한다.
- 이전 평균 SFR에 의해 정규화된 현재 SFR이 그보다 훨씬 크다. 이 비율은 생성률변수(birthrate parameter)로 불린다.

### 촉발 메커니즘
폭발적 항성생성 은하는 작은 부피에 많은 양의 차가운 분자가스가 들어있는 특징을 가지고 있다. 폭발적 항성생성 중인 은하는 또다른 은하와 가까이 접근하거나 충돌 중에 있다는 증거인 조석꼬리를 자주 보여주기도 한다. 병합하지 않는 은하간의 상호작용은 은하핵 방향으로 가스를 공급하여 은하핵 가까이에서의 폭발적인 별의 형성의 시작을 야기하는 막대 불안정(bar instability)과 같은 특이한 회전상태를 촉발할 수 있다.

### 종류

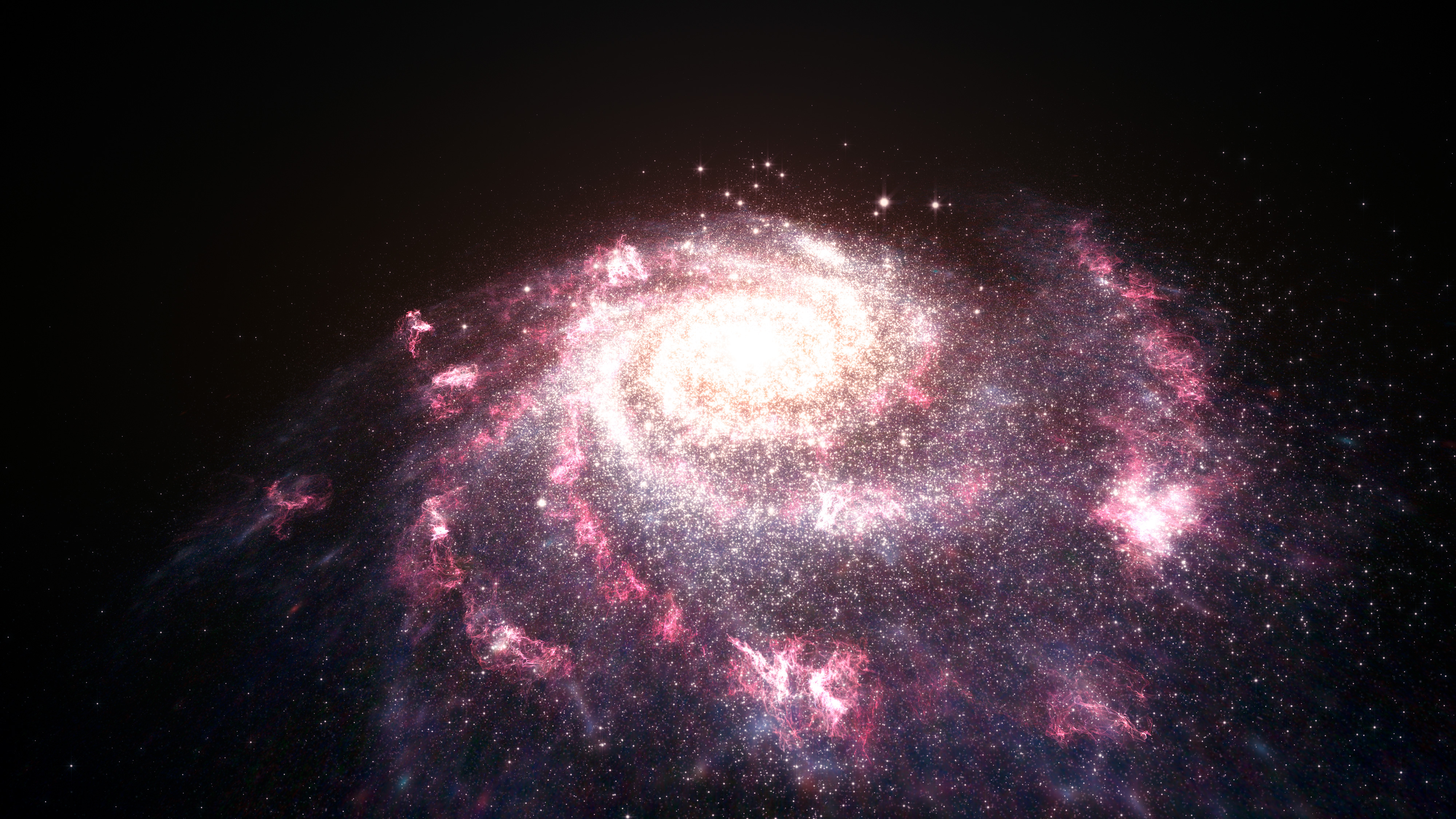
폭발적 항성생성을 겪고 있는 은하 관한 예술가의 표현.

폭발적 항성생성 은하의 유형 분류는 폭발적 항성생성 은하가 그 자체로 특별한 유형에 해당하지 않기 때문에 어렵다. 폭발적 항성생성은 원반은하와, 종종 은하 도처에 퍼져 있는 폭발적 항성생성 무리를 내보이는 불규칙은하에서 발생한다. 그래도 천문학자들은 보통, 많고 뚜렷한 관측적 특징에 기반하여 폭발적 항성생성 은하를 분류한다. 분류 일부는 아래와 같다.
- 청색밀집은하(Blue compact galaxy, BCG), 이러한 은하들은 보통 저질량, 저금속함량, 무진(無塵) 천체로 보통 광학 및 자외선 색상에서 청색인 많은 수의 뜨겁고 어린 별들을 포함한다. BCG는 처음에 낮은 금속함량을 설명하기 위해 첫세대 별을 형성하는 과정에서 있는 진정한 어린 은하일 것으로 생각되었다. 그러나 대부분이 BCG에서 늙은 항성종족이 발견되어 오면서, 효율적인 혼합이 먼지와 금속의 부족을 설명할 것으로 여겨지고 있다. 대부분의 BCG는 최근의 병합 및 또는 근접 상호작용의 흔적을 보여준다. 잘 연구된 BCG로는 IZw18(가장 금속이 적은 은하)과 ESO338-IG04, 아로11이 있다.
  - 청색밀집왜소은하(Blue compact dwarf galaxy, BCD 은하), 작고 빽빽한 은하이다.
  - 완두은하(Pea galaxy)는 원시적 폭발적 항성생성과 유사한 작고 빽빽한 은하이다. 이들은 은하동물원 계획에 협력하는 시민과학자에 의해 발견되었다.

- 발광적외선은하(Luminous infrared galaxy, LIRG)
  - 초발광적외선은하(Ultraluminous infrared galaxy, ULIRG), 이러한 은하는 보통 매우 먼지가 많은 천체이다. 관측하기 힘든 별의 형성에 의해 발생하는 자외선 방출이 먼지에 의해 흡수되어 약 100 마이크로미터의 적외선 파장의 스펙트럼에서 재방출된다. 이는 ULIRG와 관계된 극단적인 빨간색상을 설명한다. UV 방출이 별의 형성에 의해 순수하게 발생한다는 것은 확실하게 밝혀지지 않았고, 일부 천문학자들은 ULIRG가(적어도 일부분은) 활동은하핵(AGN)에 의해 작동한다고 여기고 있다. 많은 ULIRG에 대한 먼지 속을 꿰뚫어 보는 X-선 관측은 많은 폭발적 항성생성 은하가 이중핵을 가진 계임을 시사하는데, 이는 ULIRG가 큰 합병에 의해 촉발된 별의 형성으로 작동한다는 가설을 뒷받침한다. 잘 연구된 ULIRG로는 아프 220이 있다.
  - 극초발광적외선은하(Hyperluminous infrared galaxy, HLIRG)

- 볼프-레이에 은하(Wolf-Rayet galaxy, WR 은하), 대부분의 밝은 별이 볼프-레이에별인 은하이다. 볼프-레이에 단계는 무거운 별의 일생에서 보통 총 수명의 10%의[4] 상대적으로 짧은 기간의 단계로, 어떤 은하도 이들을 매우 소수로 포함한다. 그러나 이런 별은 매우 밝고 매우 뚜렷한 스펙트럼 특징을 모두 가지고 있기 때문에, 은하의 전체 스펙트럼에서 이러한 별들을 발견할 수 있다. 그래서 볼프-레이에별들은 은하에서의 폭발적 항성생성 특징에 포함되는 좋은 제한요소가 될 수 있다.

### 구성요소

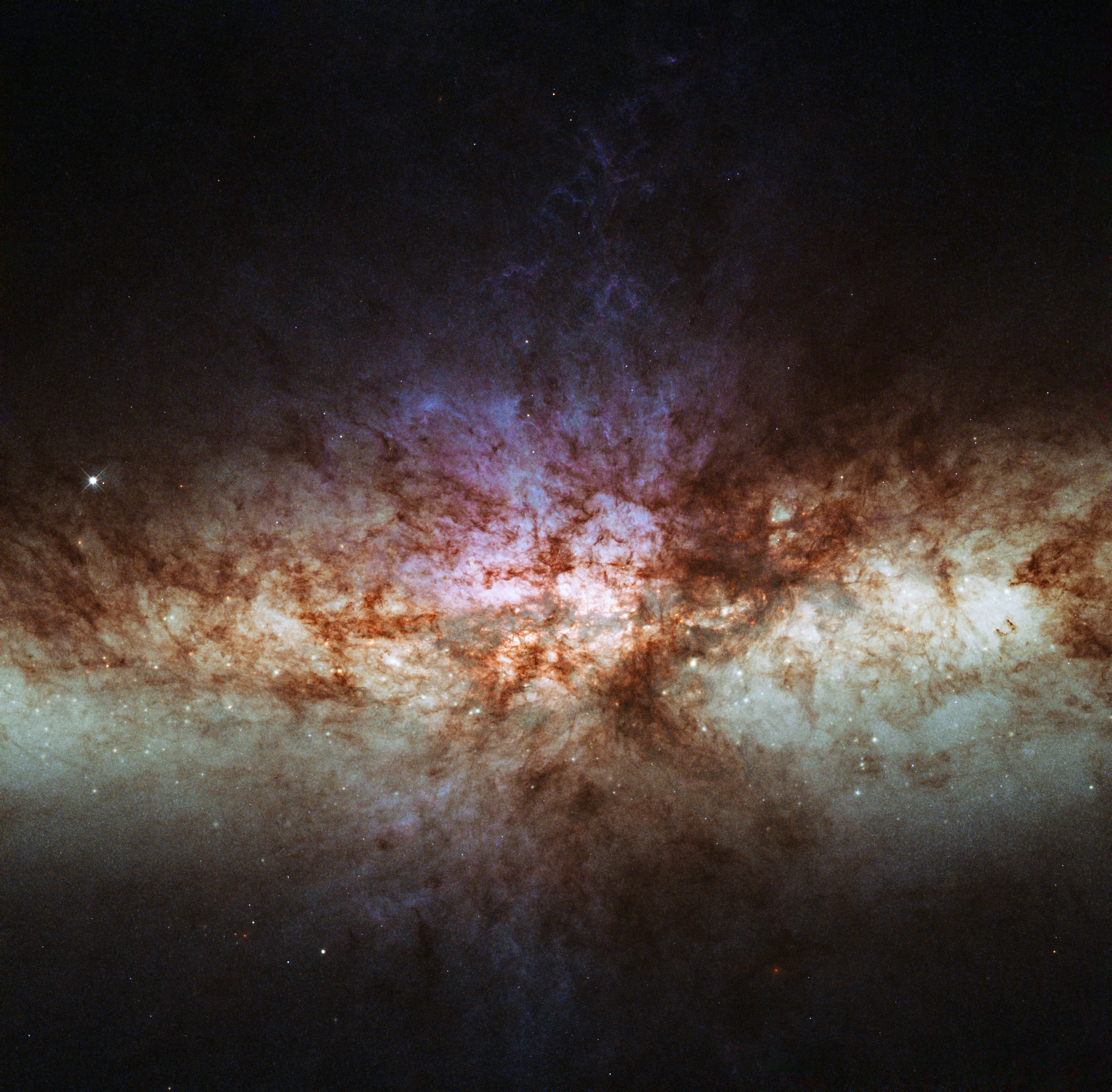
메시에 82는 큰곰자리 방향으로 약 1,200만 광년 떨어져 있는 가까운 원형 폭발적 항성생성 은하이다.

첫째로, 폭발적 항성생성 은하는 별을 형성하기 위한 많은 유효가스 공급량을 가져야 한다. 폭발적 항성생성 그 자체는 다른 은하와의 (M81/M82와 같은)접근, (더듬이 은하와 같은)충돌, 또는 (항성막대와 같은)은하의 중심쪽으로 물질에 힘을 가하는 또다른 과정에 의해 촉발된다.
폭발적 항성생성의 내부는 꽤나 극단적인 환경이다. 많은 양의 가스는 매우 무거운 별이 형성됨을 의미한다. 어리고 뜨거운 별은 주변의 가스(주로 수소)를 이온화시켜 H II 영역을 만든다. 매우 뜨거운 별들의 무리는 OB 성협으로 알려져 있다. 이러한 별들은 매우 밝고 매우 빠르게 점화하고, 일생을 마감할 때 초신성으로서 폭발할 것이다.
초신성 폭발 이후에, 방출된 물질은 팽창하여 초신성잔해가 된다. 이러한 잔해는 주변의, 즉 폭발적 항성생성(성간물질) 안쪽의 환경과 상호작용하여 자연적으로 발생하는 메이저 영역이 될 수 있다.
근처의 폭발적 항성생성 은하에 관한 연구는 우리가 은하의 형성과 진화에 관한 역사를 추정하는데 도움을 줄 수 있다. 예를 들면 허블딥필드에서 보여지는 다수의 매우 멀리 있는 은하도 폭발적 항성생성 은하로 밝혀졌지만, 이들은 매우 멀리 있어서 어떠한 상세한 연구도 할 수 없다. 근처의 은하에 관한 관측과 특징에 관한 탐사는 우주가 훨씬 어릴 때의 모습을 담은(적색편이 참고) 멀리 있는 은하로부터 온 빛을 우리가 봄으로써 초기 우주에서 무슨 일이 일어나고 있는지에 관한 아이디어를 제공할 수 있다. 그러나, 폭발적 항성생성 은하는 근방의 우주에서 꽤 희귀하게 관측되고, 더 먼 곳에서 흔하게 관측된다. 이는 수십억 년 전에 이들이 많았음을 의미한다. 모든 은하는 서로 가까워지고 있고, 따라서 서로의 중력을 통해 영향을 더 많이 받게 된다. 잦은 접근은 팽창하는 우주와 함께 은하의 형태를 진화시킴으로써 더 많은 폭발적 항성생성을 야기한다.

## 유명한 폭발적 항성생성 은하
M82는 전형적인 폭발적 항성생성 은하이다. 높은 수준의 별의 형성은 근처의 나선 은하 M81과의 근접에 의한 것이다. 전파망원경을 통해 만들어진 영역 지도는 두 은하를 연결하고 있는 큰 중성수소의 흐름을 보여준다. 이 또한 근접의 결과이다.
또 M82의 중심 영역에 관한 전파사진은 폭발적 항성생성에서 만들어진 매우 무거운 별이 일생의 끝에 이르면서 남기고 간, 많은 어린 초신성잔해를 보여준다. 더듬이 은하도 유명한 폭발적 항성생성계로, 1997년에 공개된 굉장히 아름다운 허블사진으로 유명하다.

## 폭발적 항성생성 은하의 목록
| 은하        | 유형 | 설명                                        | 참조 |
| ----------- | ---- | ------------------------------------------- | ---- |
| M82         |      | 전형적인 폭발적 항성생성 은하               |      |
| 더듬이 은하 |      | 실제로는 충돌 중인 두 은하                  |      |
| IC 10       |      | 약한 폭발적 항성생성 은하                   |      |
| HXMM01      |      | 병합 중인 극단적인 폭발적 항성생성 은하     |      |
| HFLS3       |      | 매우 강렬한 폭발적 항성생성 은하            |      |
| NGC 1569    |      | 측면에 폭발적 항성생성을 겪고 있는 왜소은하 |      |

## 갤러리

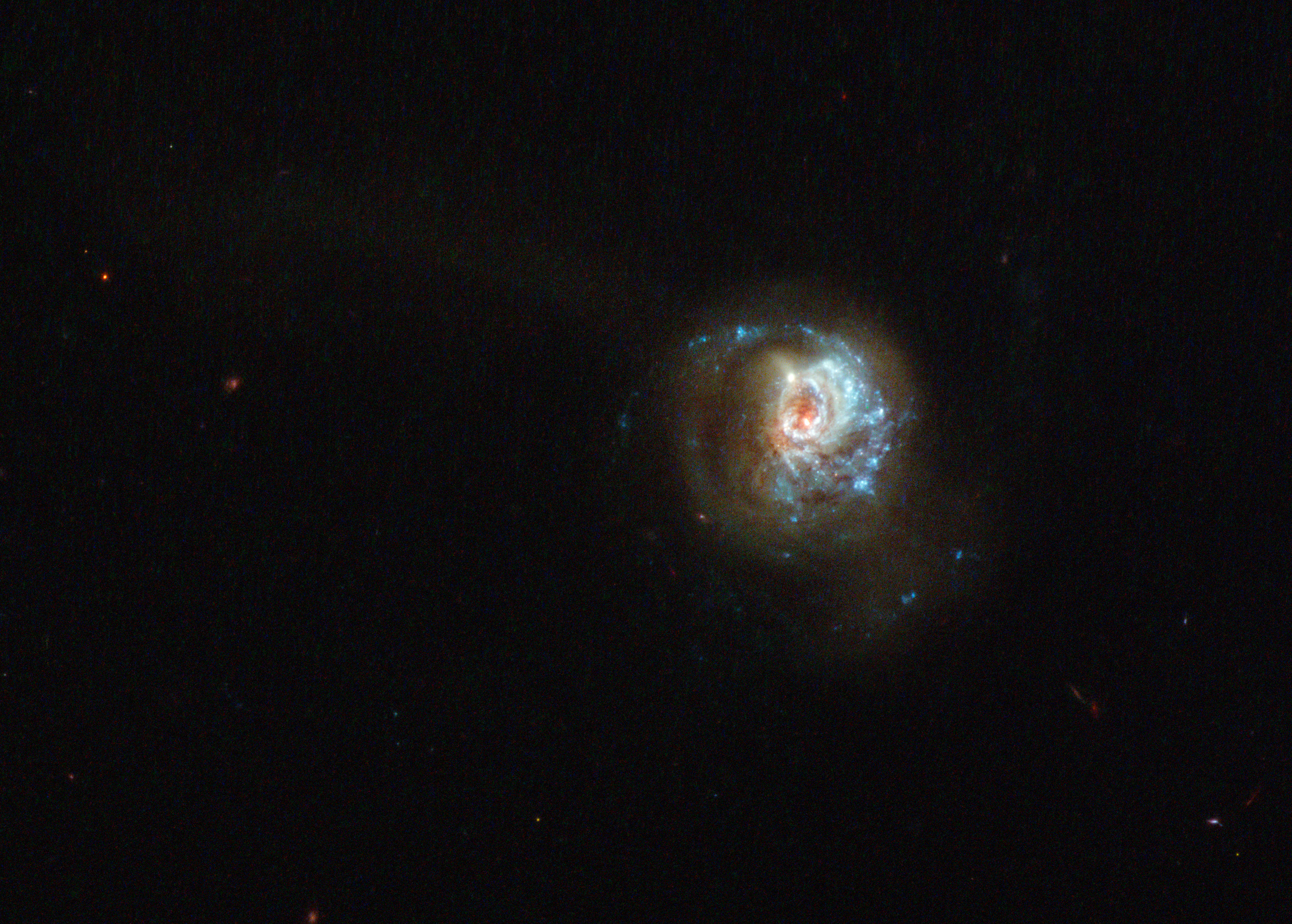
J125013.50+073441.5 LARS(Lyman Alpha Reference Sample)로 명명된 연구의 일부로 허블 우주 망원경에 의해 촬영되었다.
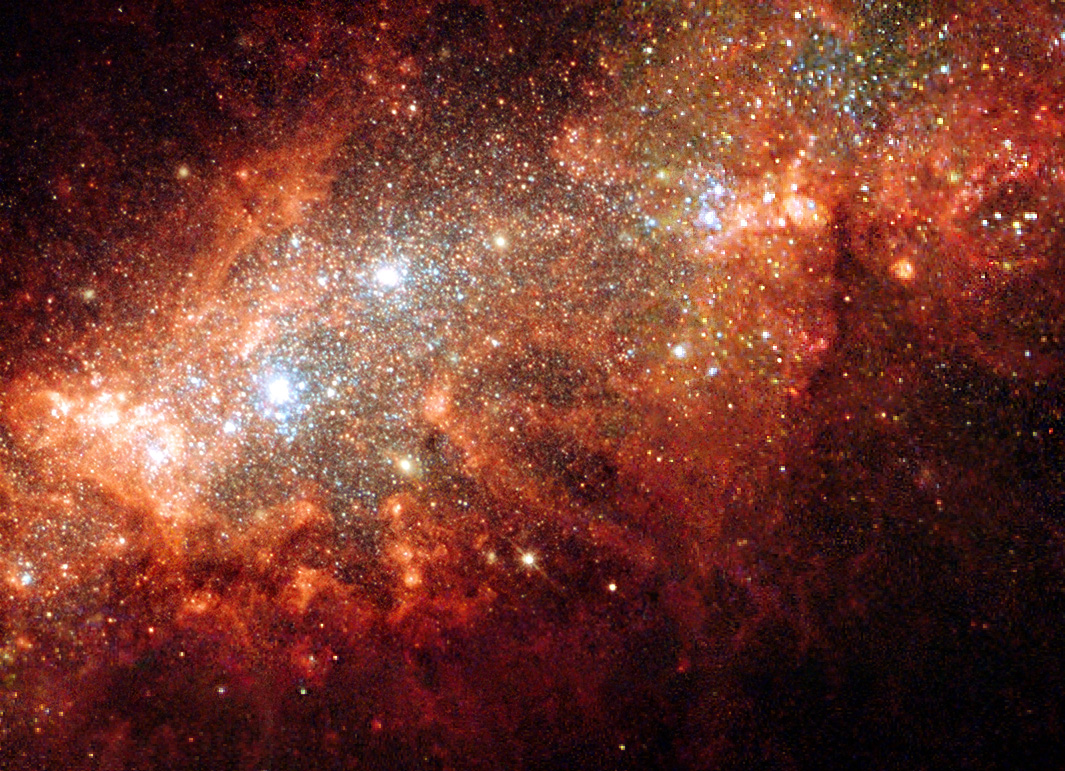
근처 왜소은하 NGC 1569(아프 210)의 중심 영역에서 일어나는 폭발적 항성형성 활동. 허블 우주 망원경에 의해 촬영되었다.
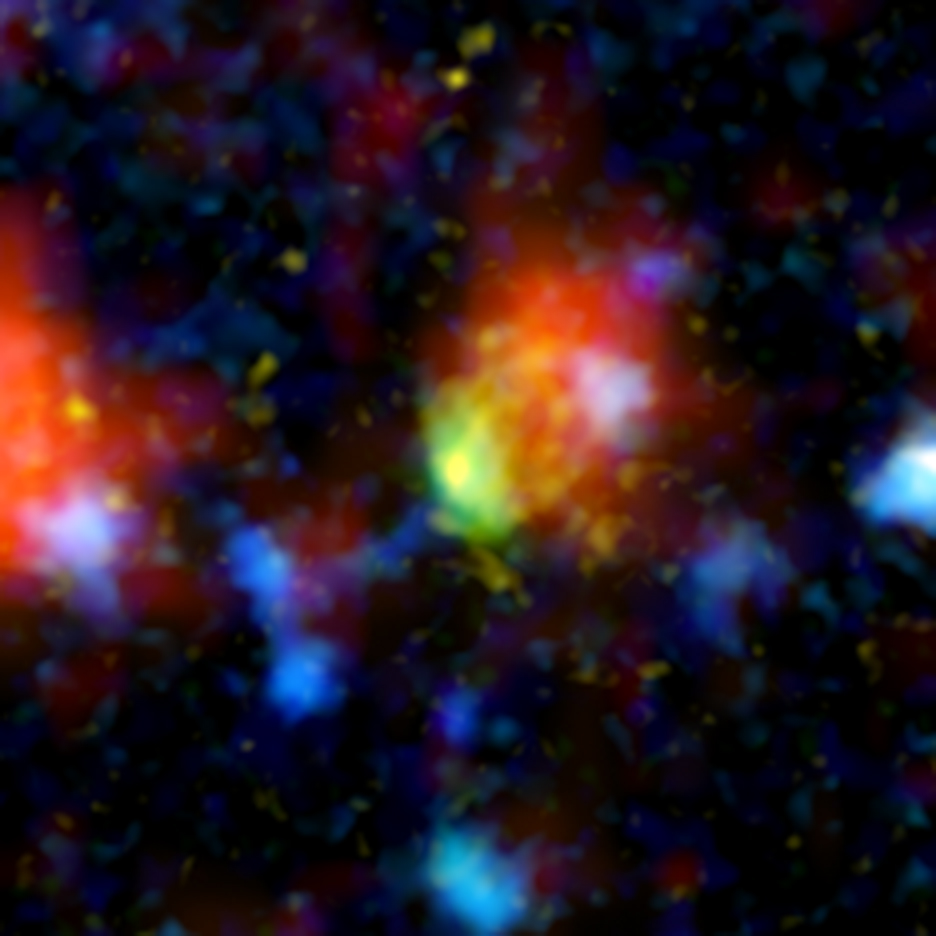
122억 광년 떨어져 있는 곳에 위치해 있는 베이비 붐 은하는 매년 4000개의 별을 만들고 있을 것으로 보인다. 제공: NASA
NGC 4449 은하는 현재 도처에서 광범위한 별형성 활동이 발생하는, '전반적' 폭발적 항성생성 은하이다.
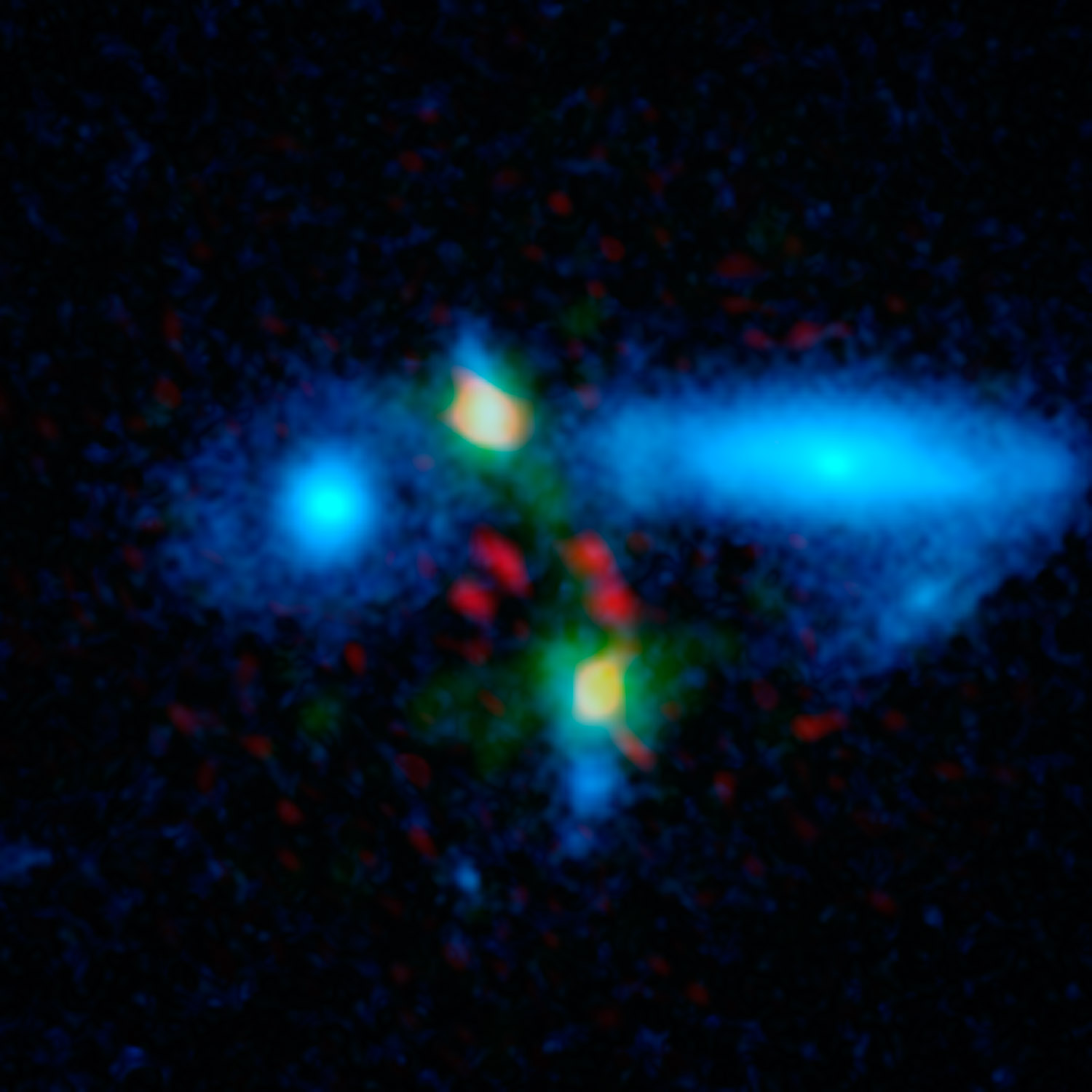
110억 광년 떨어져있는 충돌 병합 중인 은하 HXMM01에서 일어나는 폭발적인 별의 형성. 제공: NASA

## 같이 보기
- 활동은하
- 베이비 붐 은하
- 청색밀집왜소은하
- M82
- 완두은하